# 미이라 (2026년 영화)
"미이라"(영어: The Mummy)는 2026년 개봉 예정인 미국의 초자연 공포 영화이다. 리 크로닌이 감독과 각본을 맡았다. 유니버설 픽처스 아닌 제작사가 만든 최초의 미이라 프랜차이즈 영화이다.